# قله قلی‌داش
قله قلی داش با ارتفاع 2203 متر در 13 کیلومتری شهر گرمی در استان اردبیل واقع است. مرز ایران و جمهوری آذربایجان از قله این کوه عبور می کند. مردم منطقه به آن گدیک داغی نیز می گویند.

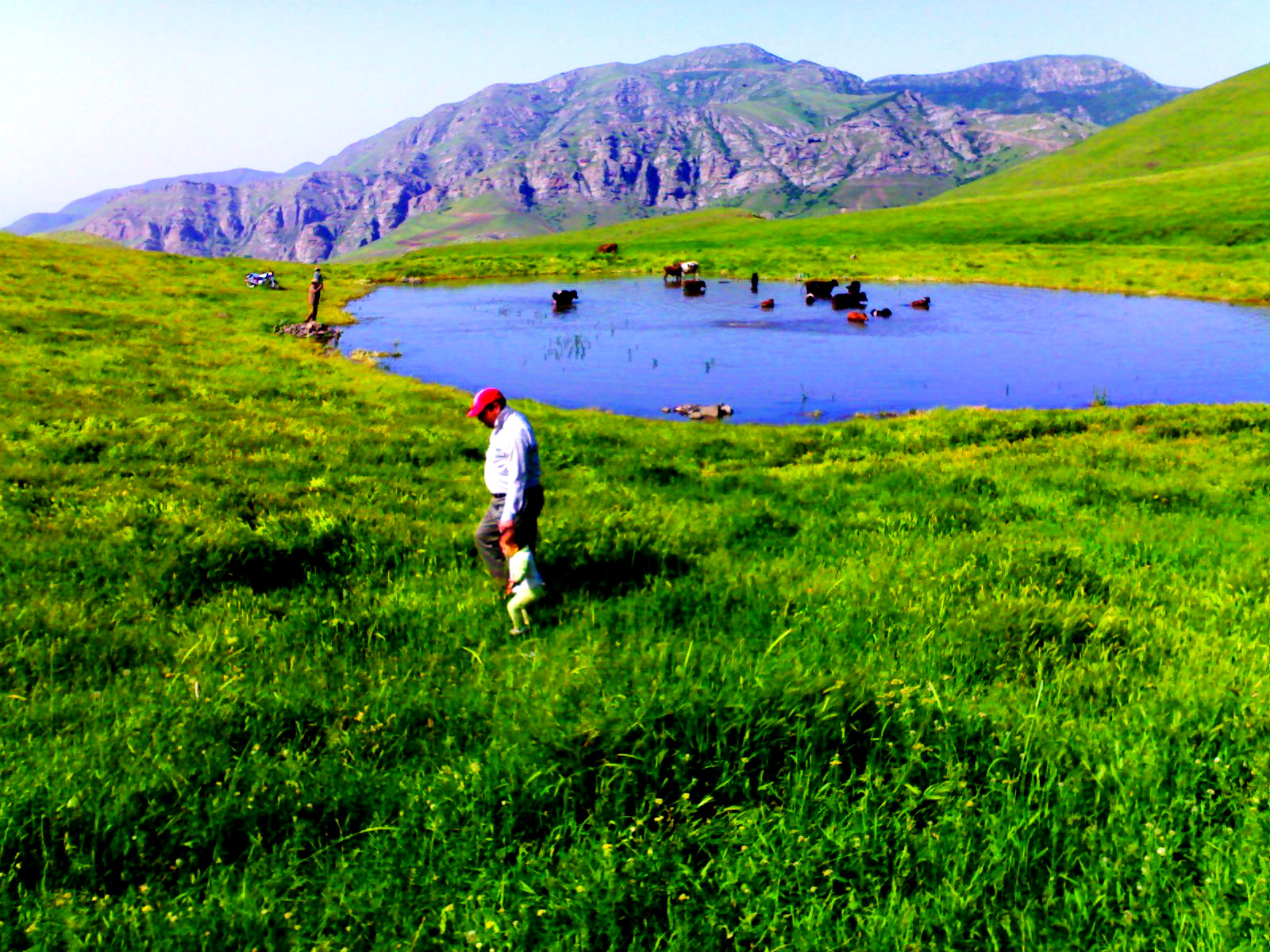
دامنه کوه قلی داش و دریاچه قالغانلو در روستای خان کندی